# Chaînée-des-Coupis
Chaînée-des-Coupis là một xã của tỉnh Jura, thuộc vùng Bourgogne-Franche-Comté, miền đông nước Pháp.